# جیمز دوایت
 جیمز دوایت (انگلیسی: James Dwight؛ زاده ۱۴ ژوئیهٔ ۱۸۵۲ درگذشته ۱۴ ژوئیهٔ ۱۹۱۷) یک تنیس‌باز اهل ایالات متحده آمریکا بود.